# Erwin Thaler
Erwin Thaler (21 de mayo de 1930-29 de noviembre de 2001) fue un deportista austríaco que compitió en bobsleigh en las modalidades doble y cuádruple.
Participó en dos Juegos Olímpicos de Invierno en los años 1964 y 1968, obteniendo dos medallas, plata en Innsbruck 1964 y plata en Grenoble 1968. Ganó dos medallas en el Campeonato Mundial de Bobsleigh, en los años 1963 y 1967, y cinco medallas en el Campeonato Europeo de Bobsleigh entre los años 1965 y 1969.

## Palmarés internacional
| Juegos Olímpicos   | Juegos Olímpicos             | Juegos Olímpicos  | Juegos Olímpicos |
| Año                | Lugar                        | Medalla           | Prueba           |
| ------------------ | ---------------------------- | ----------------- | ---------------- |
| 1964               | Innsbruck (Austria)          | Medalla de plata  | Cuádruple        |
| 1968               | Grenoble (Francia)           | Medalla de plata  | Cuádruple        |
| Campeonato Mundial |                              |                   |                  |
| Año                | Lugar                        | Medalla           | Prueba           |
| 1963               | Igls (Austria)               | Medalla de bronce | Cuádruple        |
| 1967               | Alpe d'Huez (Francia)        | Medalla de oro    | Doble            |
| Campeonato Europeo |                              |                   |                  |
| Año                | Lugar                        | Medalla           | Prueba           |
| 1965               | Cortina d'Ampezzo (Italia)   | Medalla de oro    | Doble            |
| 1966               | Garmisch-Partenkirchen (RFA) | Medalla de oro    | Doble            |
| 1967               | Igls (Austria)               | Medalla de oro    | Doble            |
| 1967               | Igls (Austria)               | Medalla de plata  | Cuádruple        |
| 1969               | Cervinia (Italia)            | Medalla de oro    | Doble            |